# Conops tenthrediniformis
Conops tenthrediniformis är en tvåvingeart som beskrevs av Krober 1916. Conops tenthrediniformis ingår i släktet Conops och familjen stekelflugor.
Artens utbredningsområde är Myanmar. Inga underarter finns listade i Catalogue of Life.